# Chignall
Chignall är en civil parish i Chelmsford i Essex i England. Orten har 311 invånare (2011). Byn nämndes i Domedagsboken (Domesday Book) år 1086, och kallades då Cingehala. Det inkluderar Chignall St. James och Chignall Smealey.